# Burg Sellenbüren
Die Ruine Sellenbüren ist eine bei der Ortschaft Sellenbüren auf dem Gebiet der Gemeinde Stallikon gelegene Ruine einer Höhenburg, an der Westflanke des Uetlibergs. Von dessen Gipfel, dem Uto Kulm, zieht sich ein scharfer Grat nach Westen ins Reppischtal und weitet sich dazwischen zum Ofengüpf, dem Standort der einstigen Burg Sellenbüren. Der Platz war als Standort gut geeignet, da er von drei Seiten praktisch sturmfrei war, die vierte Seite konnte durch das Anlegen eines Halsgrabens relativ einfach abgeriegelt werden.
Die erste und einzige Grabung wurde in den Jahren 1950/51 durchgeführt.

## Anlage
Die erste Anlage stammte aus der Bronzezeit, eine spätere entstand im Mittelalter. Es handelte sich beim Bau um ein aus Holz konstruiertes Herrenhaus, das auf einem Steinsockel gelagert war. Von einer Ringmauer wurden keine Spuren gefunden. Das ursprünglich einmal wesentlich grössere Plateau schrumpfte im Laufe der Zeit, da wiederholt Teile davon abrutschten und damit eine allfällige Befestigung verschwand. Dennoch darf angenommen werden, dass nie ein Schutzwall aus Stein existiert hat, sondern wahrscheinlich nur eine Palisade errichtet wurde, die im Laufe der Zeit vermoderte.

## Funde
Die Funde waren nicht sehr zahlreich: Keramikscherben, Hufeisenfragmente, Pfeilspitzen, zwei Schlüssel, ein Messer, eine Gürtelschnalle und eine schön verzierte Stachelsporre gehören zu den spärlichen Fundstücken. Zusammen mit der Bauart deuten die Funde darauf hin, dass die Anlage im 12. Jahrhundert verlassen wurde.

## Geschichte
Die Burg wird den Freiherren von Sellenbüren zugeschrieben. Vermutlich hatten diese ihre Stammburg jedoch nicht hier, sondern auf der Uetliburg. Möglicherweise war sie von Dienstleuten bewohnt. Die Quellenlage ist dürftig, da die Burg in mittelalterlichen Quellen nicht vorkommt. Die Burg wurde offenbar im 11. Jahrhundert gegründet und im 12. Jahrhundert wieder aufgegeben. Gemäss dem Ausgrabungsbericht von 1950/51 wurde sie durch ihre Bewohner geräumt und anschliessend in Brand gesteckt.